# Stefan Oetsjikov
Stefan Oetsjikov (Bulgaars : Стефан Учиков) (Sopot, 22 januari 1976) is een voormalige Bulgaars voetballer die voorkeur speelde als middenvelder.

## Carrière
Oetsjikov heeft gespeeld bij Metalik Sopot, Botev Plovdiv, FK Lokomotiv 1929 Sofia, Rodopa Smoljan, Thyella Patras FC, Rodopa Smoljan, FC Maritsa Plovdiv, FK Rakovski, Spartak Plovdiv en FC Levski Karlovo. Hij beëindigt zijn voetbalcarrière in 2017.
Oetsjikov maakte zijn debuut in Bulgarije onder 21 in 1997. Hij heeft twee wedstrijden gespeeld voor een nationale ploeg.

## Interlands
| Interlands van Stefan Oetsjikov voor Bulgarije onder 21 | Interlands van Stefan Oetsjikov voor Bulgarije onder 21 | Interlands van Stefan Oetsjikov voor Bulgarije onder 21 | Interlands van Stefan Oetsjikov voor Bulgarije onder 21 | Interlands van Stefan Oetsjikov voor Bulgarije onder 21 | Interlands van Stefan Oetsjikov voor Bulgarije onder 21 | Interlands van Stefan Oetsjikov voor Bulgarije onder 21 |
| №                                                       | Datum                                                   | Wedstrijd                                               | Uitslag                                                 | Competitie                                              | Goals                                                   | Assists                                                 |
| Als speler van Botev Plovdiv                            | Als speler van Botev Plovdiv                            | Als speler van Botev Plovdiv                            | Als speler van Botev Plovdiv                            | Als speler van Botev Plovdiv                            | Als speler van Botev Plovdiv                            | Als speler van Botev Plovdiv                            |
| ------------------------------------------------------- | ------------------------------------------------------- | ------------------------------------------------------- | ------------------------------------------------------- | ------------------------------------------------------- | ------------------------------------------------------- | ------------------------------------------------------- |
| 1.                                                      | 7 juni 1997                                             | Bulgarije – Luxemburg                                   | 3 – 0                                                   | kwalificatie                                            | 0                                                       | 0                                                       |
| 2.                                                      | 19 augustus 1997                                        | Bulgarije – Israël                                      | 3 – 1                                                   | kwalificatie                                            | 0                                                       | 0                                                       |